# Wennfeld
Wennfeld ist eine Wüstung, die sich im Tübinger Stadtteil Südstadt befindet. Die im Südosten vom Stadtgebiet Tübingen gelegene Stelle, befindet sich in der Nähe der heutigen Straße Wennfelder Garten. Das Gebiet ist heute bebaut und als Wüstung nicht mehr erkennbar.

## Geschichte
Wennfeld wurde 1296 als Wemmenvelt und seit 1439 auch irreführend Wendfeld urkundlich erwähnt. Zu der Siedlung gehörte vermutlich das Reihengräberfeld am nördlichen Hang des Galgenbergs mit Funden um 675 n. Chr.
Die Markung wurde schon 1346 zum Tübinger Bann gerechnet. Sie war anfangs Besitz der Pfalzgrafen von Tübingen und gelangte über die Reutlinger Bächt und die Herren von Wurmlingen 1339 an Kloster St. Blasien, das den Besitz in einem einzigen Hof zusammenfasste. Der Hof ist bereits vor dem 16. Jahrhundert abgegangen und das Land wurde 1661 vom Tübinger Spital gekauft.

## Wennfelder Kapelle
Die heute nicht mehr existierende Wennfelder Kapelle oder Nikolauskapelle stand auf einem Grundstück das heute durch die Eisenhutstraße, Wennfelder Garten und den Görlitzer Weg eingegrenzt wird. Die Kapelle wurde 1330 erstmals urkundlich erwähnt. Manche Quellen halten es für wahrscheinlich, dass die Kapelle wegen der häufigen Überschwemmungen errichtet worden sei, damit hier das Wasser umwende (umkehre). Deshalb habe man sie auch dem heiligen Nikolaus als Patron des Wassers gewidmet. Im Kusterdinger Wald befindet sich noch die sogenannte Wendackerklinge.
Aus einer Notiz von 1569, die Wennfeld mit folgenden Worten beschreibt „Garten zu Wendtfeldt, darauf vor jarn ein cappelin oder Kirchlin zu St. Niclausen“, ergibt sich, dass die Kapelle bereits im 16. Jahrhundert abgerissen wurde. In der 1591 erschienenen Schwäbischen Chronik erwähnt Martin Crusius die Kapelle im Zusammenhang mit der Welfenschlacht von 1164. Eine handschriftliche, auf Griechisch verfasste Bemerkung in seinem Handexemplar (in der Universitätsbibliothek Tübingen) berichtet davon, dass die verlassene Kapelle zum Schluss als Bordell genutzt wurde.
Auf einer Flurkarte von 1935 ist dieses Grundstück noch mit dem Eigentümer „Stiftungspflege Tübingen“ bezeichnet.